# 模擬市民2：夢幻大學城
《模擬市民2：夢幻大學城》是美商藝電針對《模擬市民2》所推出的第一款資料片，讓你的模擬市民可以上大學。此資料片中多了人生階段「準成人」及新的遊戲系統「影響」，模擬市民可利用「影響」讓其他模擬市民幫你寫報告、整理花園等你不想親自動手的事。大學生活是相當豐富多元的，你可以在眾多科目中選一門當主修、做完報告和期末考後開場瘋狂的派對、加入秘密社團竄改學期成績、打工賺取生活費等等，都是這款資料片有趣耐玩之處。玩家可將到達就學年齡的模擬市民送至大學就讀，並選擇讓他們住在學校宿舍或是租屋而居，玩家要幫助你的模擬市民選擇主修，並達成所需的學習技能。

## 主修概述
模擬市民進入大學後可以選定11種主修的科目，每個科目在每個學期都有必須達到特定技能點數（比如邏輯、創造力等）。技能點數會影響該學期可達到的最高分數，以下是可以主修之科目：
- 數學
- 哲學
- 物理
- 政治學
- 心理學
- 藝術
- 生物學
- 戲劇
- 經濟學
- 歷史
- 文學

選定主修之後在大四前都可以變更主修，選對主修對日後所要從事的工作相當重要。再來成績好畢業比成績差畢業找工作時一開始的職業位階較高。模擬市民在大學畢業後有四種全新的職業可以選擇：生物界、演藝界、命理界和藝術界。

## 取得成績
每個學期都有模擬市民必須達到的技能數，如果技能數沒達到要求，模擬市民的最高成績就會被限制在一個範圍，因此要取得最好成績（100分）首要是達成該學期的技能要求。模擬市民可透過下列方法增加學期成績：
- 去上課

每到上課時間都準時去上課的話，成績可以穩定的增加。
- 做作業

每次上課結束後模擬市民會帶一本作業回來，只要完成作業就能增加成績。但做作業時，娛樂值會大幅下降。
- 完成學期報告

每一個學期模擬市民都能用電腦來寫學期報告，完成後就能大幅增加成績。但過程中娛樂值也會大幅下降，而且所花費的時間也比做作業多。

## 獎學金申請
在青少年階段，如果某項技能特別出色（8點以上）或達到特定條件就可以申請獎學金，因為遊戲內定每個大學新生開始時只有模擬幣500元，必須要加上獎學金才有足夠的錢租房子。申請方法是點選電腦，會出現「大學」-「申請獎學金」後會出現可以申請的獎學金，夢幻大學城可以申請的獎學金如下：
| 獎學金項目           | 申請條件         | 獎助金額 |
| -------------------- | ---------------- | -------- |
| 吉米清潔獎學金       | 清潔8點以上      | 750      |
| 班德超人氣獎學金     | 魅力8點以上      | 750      |
| 倫敦廚藝獎學金       | 廚藝8點以上      | 750      |
| 布尹工程學獎學金     | 技工8點以上      | 750      |
| 哈根運動員獎學金     | 體能8點以上      | 750      |
| 萊德天才獎學金       | 邏輯8點以上      | 750      |
| 魁格利視覺藝術獎學金 | 創造力8點以上    | 750      |
| 外星人補助獎學金     | 曾經被外星人綁架 | 1000     |
| 模擬市民孤兒獎學金   | 父母雙亡         | 1500     |
| 模擬城市博學獎學金   | 成績A-以上       | 1000     |
| 舞蹈奖学金           | 舞蹈技能高       | 1000     |

## 外部連結
- 模擬市民2：夢幻大學城官方網站（美國） Template:En-US
- 模擬市民2：夢幻大學城官方網站（台灣） （繁體中文）